# Moincé
Moincé est une localité située dans le département de Koubri de la province du Kadiogo dans la région Centre au Burkina Faso. En 2006, cette localité comptait 2 641 habitants dont 50,1 % de femmes.